# Västazarbaijan
Västazarbaijan (persiska: استان آذربایجان غربی, Ostan-e Azarbayjan-e Gharbi) är en provins i nordvästra Iran, i regionen Azarbaijan. Västazarbaijan gränsar i väst till Turkiet och Irak, och i norr till den azerbajdzjanska exklaven Nachitjevan. Västazarbaijan har 3 265 219 invånare (2016), på en yta av 37 411 km². Administrativ huvudort är Urmia. Andra större städer är Bukan, Khoy, Mahabad och Miandoab.

## Geografi
Det finns många floder som rinner mot tre större sjöområden, bland annat Urmiasjön.
Klimatet är kyligt då provinsen ligger på relativt hög höjd i ett av landets bergsområden.

### Administrativ indelning
Provinsen Västazarbaijan var vid folkräkningen 2016 indelad i 17 delprovinser (shahrestan), i sin tur indelade på ytterligare administrativa nivåer.
- Bukan
- Chaldoran
- Chaypareh
- Khoy
- Mahabad
- Maku
- Miandoab
- Naqadeh
- Oshnaviyeh
- Piranshahr
- Poldasht
- Salmas
- Sardasht
- Shahin Dezh
- Showt
- Takab
- Urmia

## Historia och kultur
Denna provins har spår av forntida civilisation genom flera historiska fästningar och andra religiösa och historiska minnesmärken. Denna provins har ständigt gett plats åt olika kulturer och folkgrupper. Eldtempel i ruiner, kyrkor och moskéer visar på dess händelsefyllda historia. Azerier, armenier, kurder och assyrier har alla bidragit med sina kulturella traditioner.